# Michelle (cantante)
Tanja Hewer (Villingen-Schwenningen, 15 de febrero de 1972), más conocida como Michelle, es una cantante alemana. Representó a su país en el Festival de la Canción de Eurovisión 2001 con la canción «Wer Liebe lebt» («Quién vive el amor»).

## Eurovisión 2001
Michelle participó en la selección nacional para representar a Alemania en el Festival de Eurovisión 2001 con la canción «Wer Liebe lebt», con la que logró obtener el primer lugar. En el certamen, celebrado en la ciudad de Copenhague (Dinamarca), alcanzó el 8.º lugar con 66 puntos.

## Discografía
- Erste Sehnsucht (1993)
- Traumtänzerball (1995)
- Wie Flammen im Wind (1997)
- Nenn es Liebe oder Wahnsinn (1998)
- Denk' ich and Weihnacht' (1999)
- Sowas wie Liebe (2000)
- Rouge (2002)
- Leben! (2005)
- My Passion (2006)
- Glas (2006)
- Goodbye Michelle (2009)
- Der beste Moment (2010)
- l'amour (2012)